# Hypnotize (песня The Notorious B.I.G.)
«Hypnotize» — первый сингл американского рэпера The Notorious B.I.G. из его второго студийного альбома Life After Death, выпущенный 1 марта 1997 года на лейбле Bad Boy Records.
Это последняя песня, выпущенная, прежде чем рэпер был убит во время стрельбы из машины, неделю спустя. Весёлая песня для вечеринок, наполненная хвастовством, фразами для обольщения и отсылками к поп-культуре, «Hypnotize» остаётся одним из самых известных хитов Бигги.
В записи песни приняла участие Pamela Long из R&B-группы Total. Песня была спродюсирована Deric «D-Dot» Angelettie, Ron «Amen-Ra» Lawrence и Sean «Puffy» Combs. Припев песни интерполирует слова Слика Рика из песни 1985 года, «La Di Da Di», в то время как бит построен на семпле из песни «Rise» 1979 года, исполненной джаз-фьюжн трубачом Гербом Алпертом.
Остросюжетный музыкальный клип на песню является одним из самых культовых в 90-х годах. В 1997 году видеоклип на песню «Hypnotize» выиграл в категории «Лучшее рэп-видео» на церемонии MTV Video Music Awards 1997. В 1998 году «Hypnotize» был номинирован в категории «Лучшее сольное рэп-исполнение» на 40-й церемонии вручения премий «Грэмми».
Сингл достиг 1 места в чартах Billboard Hot 100, Hot R&B/Hip-Hop Songs и Hot Rap Singles. А также занял 10 место в чарте UK Singles Chart в Великобритании. Сингл был сертифицирован как «платиновый» 11 июня 1997 года.
По данным ChartMasters, «Hypnotize» является самым прослушиваемым треком The Notorious B.I.G. на стрим-сервисе Spotify. Песня была засемплирована более, чем 50 раз артистами различных жанров, использовалась в фильмах, таких как 10 причин моей ненависти, Бигги и Тупак, Ноториус, Спасатели Малибу, Восемь подруг Оушена и других.

## Предыстория
Немногие могут быть осведомлены о том, что в песне «Hypnotize» содержится семпл из инструментального медленного хита дискотек 1979 года под названием «Rise», частично написанного Randy «Badazz» Alpert. В 2017 году Рэнди Алперт рассказал в интервью журналу Billboard, что он сохранил права на публикацию «Rise» и заявил, что он необычайно избирательно относится к тем, кто хочет засемплировать его песню. Он отклонил предложение от телесериала The Sopranos и даже отказался использовать свою песню в рекламе Виагры от фирмы Пфайзер. Однако, когда Бигги и Шон Комбс отослали кассетный образец того, как они будут использовать его семпл, Рэнди Алперт слушал кассету в течение 45 минут и взволнованно одобрил использование своего семпла:

Было около 8-10 записей артистов в конце 80-х — начале 90-х, которые пытались попробовать семпл «Rise», и мне они никогда не нравились. Я всегда надеялся, что получу звонок от Dre из N.W.A., потому что я был фанатом N.W.A. В ноябре 1996 года мой издатель позвонил мне и сказал: «У нас есть одна запись в Нью-Йорке, и я хочу отправить её тебе, они использовали семпл из «Rise». И они прислали мне кассету, она была от Bad Boy Records. Я поставил кассету, и я даже не знал, что за рэпер был записан на этой кассете. Но я понял, что это The Notorious B.I.G. как только я услышал его голос — я был большим фанатом его дебютного альбома Ready To Die, и я знал, что этот парень был на грани того, чтобы стать большим. Я снова и снова слушал эту кассету, примерно около получаса, 45 минут. Я сказал себе: «Это чёртов хит». И у меня всё ещё сохранилась эта кассета, где Бигги сам поёт припев «Biggie, Biggie, Biggie, can’t you see», уже после этого они наложили на припев девушку (Pamela Long из группы Total). Потому что сначала они хотели получить право на использование семпла, прежде чем перейти на следующий уровень. И сразу же я позвонил и сказал: «Это здорово. Это надо выпускать»

В апрельском номере журнала XXL за 2003 год продюсер трека Deric «D-Dot» Angelettie рассказал о том, что Пафф Дэдди на самом деле не создавал биты:

Когда Бигги впервые услышал бит «Hypnotize», он просто вышел из себя. Я сделал музыку и выбрал этот семпл, а Ron Lawrence сделал бит на драм-машине и собрал всё это вместе. Затем я и Паффи помогли Бигги, добавили припевы и всё, что нам было нужно. Паффи на самом деле не создавал биты. Он не сидел на драм-машине и он не играл ни на каких-либо инструментах, поэтому когда мы работали над этой песней, мы говорили себе: «Мы сделаем всё, что сможем, чтобы помочь ему с его лейблом, и если он хочет быть сопродюсером этой песни вместе с нами, то не проблема». И это действительно было так.

В песне много отсылок к поп-культуре в телевидении и фильмах, включая фильм Звёздные войны, мини-сериал 1977 года Корни, телесериал Старски и Хатч, фильм Король Нью-Йорка, персонаж комиксов и мультфильмов Ричи Рич, детская одежда Underoos и поп-хит 60-х годов «Da Doo Ron Ron» от The Crystals. Другие отсылки включают популярные линии одежды Versace, DKNY, Moschino и Coogi.

## Приём
Песня стала хитом на радиостанциях США, прежде чем была выпущена в качестве сингла. Своим релизом «Hypnotize» вошёл в чарт Billboard Hot 100 под номером два, где на тот момент на первом месте находился сингл Паффа Дэдди «Can’t Nobody Hold Me Down». Когда «Hypnotize» достиг первого места через две недели, это сделало The Notorious B.I.G. пятым артистом в истории чарта Hot 100, который возглавил чарт после своей смерти (см. Список рекордов Billboard Hot 100). Номинация на «Лучшее сольное рэп-исполнение» на 40-й церемонии вручения премий «Грэмми» была проиграна песне «Men in Black» Уилла Смита. Сингл достиг 10 места в Великобритании, попав в первую десятку лучших хитов в этой стране. Крис Экс из Pitchfork писал: «Биг был мастером флоу, он звучал легко и непринуждённо над множеством нетронутых, максималистских битов высокого качества, которые, казалось, всегда преклонялись перед его намерением».

## Музыкальное видео
Музыкальное видео было снято в Лос-Анджелесе, Калифорния в феврале 1997 года, за месяц до смерти The Notorious B.I.G. Видео было снято режиссёром Полом Хантером и начинается с надписи: Флорида-Кис 5:47 вечера, с B.I.G. и Puff Daddy, отдыхающих на 60-футовой яхте Tempest с некоторыми дамами, когда группа вертолётов нарушает их вечеринку и пытается сфотографировать их. Затем действие переходит на подземную парковку, где B.I.G. и Puff Daddy замечают чёрные хаммеры и группу мужчин, одетых в чёрное на мотоциклах, и пытаются уйти от них, ведя свой автомобиль задним ходом, находясь на улице. Затем действие переходит на вечеринку у бассейна, которая проходит под водой, где через окна можно увидеть моделей в купальниках, трясущих своими телами, и видео заканчивается B.I.G. и Puff Daddy уезжающих на катере от вертолётов. На протяжении всего видео появляются сцены с B.I.G. и Puff Daddy с несколькими танцовщицами, одетыми в кожаные бикини, в то время как фрагменты припева приведены ниже.

## Появление в фильмах
Появление «Hypnotize» в фильмах было составлено на основе списка фильмов на сайте IMDb.
- В 1999 году песня использовалась в фильме 10 причин моей ненависти.
- В 2000 году песня использовалась в фильме Juggalo Championshxt Wrestling Volume 1
- В 2002 году песня использовалась в документальном фильме Бигги и Тупак.
- В 2006 году песня использовалась в телесериале 106 & Park Top 10 Live, в эпизоде «Pharrell’s New Joint of the Day».
- В 2009 году песня использовалась в биографическом фильме Ноториус.
- В 2009 году песня использовалась в фильме Посредники.
- В 2010 году песня использовалась в телесериале One Night Stand, в эпизоде «Mac’s Day Out».
- В 2012 году песня использовалась в фильме Чего ждать, когда ждёшь ребёнка.
- В 2014 году песня использовалась в документальном фильме Iverson.
- В 2014 году песня использовалась в фильме Несносные боссы 2.
- В 2016 году песня использовалась в фильме Полтора шпиона.
- В 2016 году песня использовалась в документальном фильме I Am the Future: A Conor McGregor Film.
- В 2017 году песня использовалась в фильме Спасатели Малибу.
- В 2017 году песня использовалась на церемонии 2017 Billboard Music Awards.
- В 2017 году песня использовалась в телесериале Film Discussions, в эпизоде «Baywatch Film Discussion and Review».
- В 2018 году песня использовалась в фильме Восемь подруг Оушена.
- В 2018 году песня использовалась в анимационном фильме Человек-паук: Через вселенные.

## Список композиций

### Винил12"
Сторона А
1. «Hypnotize» (Radio Mix) — 4:05
2. «Hypnotize» (Instrumental) — 3:59

Сторона Б
1. «Hypnotize» (Club Mix) — 4:22

### CD-сингл
1. «Hypnotize» — 3:50
2. «I Got A Story To Tell» — 4:44

### CD-сингл(промо)
1. «Hypnotize» (Radio Mix) — 4:05
2. «Hypnotize» (Instrumental) — 3:59

### Аудиокассета
1. «Hypnotize» — 3:50
2. «I Got A Story To Tell» — 4:44

### Аудиокассета(чистая версия)
1. «Hypnotize» (Clean Radio Mix) — 3:59
2. «I Got A Story To Tell» (Clean Radio Mix) — 3:09

### Цифровая дистрибуция(iTunes/Apple) (2014)
1. «Hypnotize» (Radio Mix) — 4:06
2. «Hypnotize» (Instrumental) — 3:59
3. «Hypnotize» (Club Mix) — 4:03
4. «I Got a Story To Tell» — 4:43

## Чарты

### Еженедельные чарты
| Чарт (1997)                           | Высшая позиция |
| ------------------------------------- | -------------- |
| Австралия (ARIA)                      | 63             |
| Канада (Billboard Canadian Hot 100)   | 3              |
| Нидерланды (Single Top 100)           | 16             |
| Новая Зеландия (Recorded Music NZ)    | 15             |
| Швеция (Sverigetopplistan)            | 29             |
| Великобритания (OCC UK Singles)       | 10             |
| США (Billboard Hot 100)               | 1              |
| США (Billboard Hot R&B/Hip-Hop Songs) | 1              |
| США (Billboard Hot Rap Songs)         | 1              |

### Итоговые годовые чарты
| Итоговый годовой чарт (1997)      | Позиция |
| --------------------------------- | ------- |
| Германия (Official German Charts) | 87      |
| США Billboard Hot 100             | 25      |

### Чарты конца десятилетия
| Чарт (1990–1999)     | Позиция |
| -------------------- | ------- |
| US Billboard Hot 100 | 88      |

## Сертификация
| Регион | Сертификация  | Продажи    |
| --- | ------------- | ---------- |
| Великобритания (BPI) | 3× Платиновый | 1 800 000  |
| США (RIAA) · «Hypnotize» | Платиновый    | 1,000,000^ |
| ^ Данные о тиражах приведены только на основе сертификации. · Данные о продажах + прослушиваниях приведены только на основе сертификации. |               |            |

## Награды и номинации
В 1997 году видеоклип на песню «Hypnotize» выиграл в категории «Лучшее рэп-видео» на церемонии MTV Video Music Awards 1997. В 1998 году «Hypnotize» был номинирован в категории «Лучшее сольное рэп-исполнение» на 40-й церемонии вручения премий «Грэмми».
| Награда                | Год  | Номинированная работа | Категория                     | Результат |
| ---------------------- | ---- | --------------------- | ----------------------------- | --------- |
| MTV Video Music Awards | 1997 | «Hypnotize»           | Лучшее рэп-видео              | Победа    |
| Grammy Awards          | 1998 | «Hypnotize»           | Лучшее сольное рэп-исполнение | Номинация |